# Marco Visconti
Marco Visconti, surnommé Balatrone, est un homme politique, condottière et capitaine de fortune italien. Il est seigneur de Lucques et de Rosate.

## Biographie
Fils de Matteo et de Bonacossa Borri, Marco Visconti est exilé de Milan par les Torriani, seigneurs de la ville, en même temps que son père. En 1310, il se rend à Asti pour des négociations de paix avec l'ennemi juré, la seigneurie impériale d'Henri VII. La même année, il conquiert la ville d'Alexandrie et s'y proclame podestat. L'année suivante, lorsque son père devient vicaire impérial de Milan, il attaque la ville et chasse l'archevêque Cassone della Torre.
En 1314, il attaque Tortone, puis Asti et Verceil, où il éjecte les Angevins et les guelfes. Pour cela, il est excommunié par le Saint-Siège. En 1315, il se trouve aux côtés d'Uguccione della Faggiola au service de Pise lors de la bataille de Montecatini.
En 1316, il mène des guerres en Émilie contre les Placentins, ravage à nouveau le Piémont et sert les familles gibelins génoises exilées, Doria et Spinola, qui le nomment capitaine général. Vers 1318, les troupes de Visconti, composées de 1 000 cavaliers, attaquent Gênes et ravagent ses environs. Face à la défense de la ville par les troupes angevines dirigées par le roi Robert d'Anjou et les forces guelfes dirigées par Simone della Torre, qui disposent d'une supériorité numérique, il est contraint de battre en retraite.
Dans les années 1320-1321, il est podestat de Tortone et Alexandrie. En 1321, il assiège et conquiert à nouveau Asti, puis affronte, à la tête de plus de 2 000 cavaliers, l'armée antivisconteo commandée par Raimond de Cardona, qui le bat à Monza. Cependant, grâce aux renforts envoyés par Louis de Bavière, Cardona est finalement défait à Vaprio d'Adda en 1324, où il est capturé et conduit à Milan. Les forces pontificales se retirent à Monza, mais sont assiégées et chassées par des mercenaires allemands envoyés par les Visconti.
En 1327, avec son cousin Lodrisio Visconti, il se rend chez Louis de Bavière et accuse son frère Galeazzo de trahison pour ses relations avec le pontifical Bertrand du Pouget. Galeazzo est arrêté et emprisonné pendant huit mois au château de Monza, tandis que Marco instaure un gouvernement pro-impérial, dans l'attente d'une nomination en tant que vicaire impérial par Louis de Bavière, mais il ne reçoit pas le soutien de ses autres frères Giovanni et Luchino. Bien qu'il n'ait pas reçu l'investiture de Louis de Bavière, il suit ce dernier à Rome pour son couronnement en tant qu'empereur.
En 1328, il combat en Toscane aux côtés de Louis de Bavière, où il participe à l'assaut de Pise. Envoyé par l'empereur pour mener des négociations avec les mercenaires allemands (environ 800) de la Compagnie du Ceruglio (it), il en prend le commandement en 1329. La même année, il attaque et conquiert Lucca, devenant brièvement seigneur de la ville, avant de la vendre au génois Gherardino Spinola pour la somme de 30 000 florins.
Il tente de s'entendre avec les pontifes pour renverser son neveu Azzone Visconti, devenu vicaire impérial de Milan. Il retourne à Milan le 5 septembre 1329, où il rencontre Azzone, qui semble l'étrangler avec l'aide de Luchino et jeter son cadavre par la fenêtre. Le motif de l'assassinat est presque certainement la trahison commise par Marco deux ans plus tôt à l'encontre de Galeazzo, père d'Azzone.